# Eugeniusz Paukszta

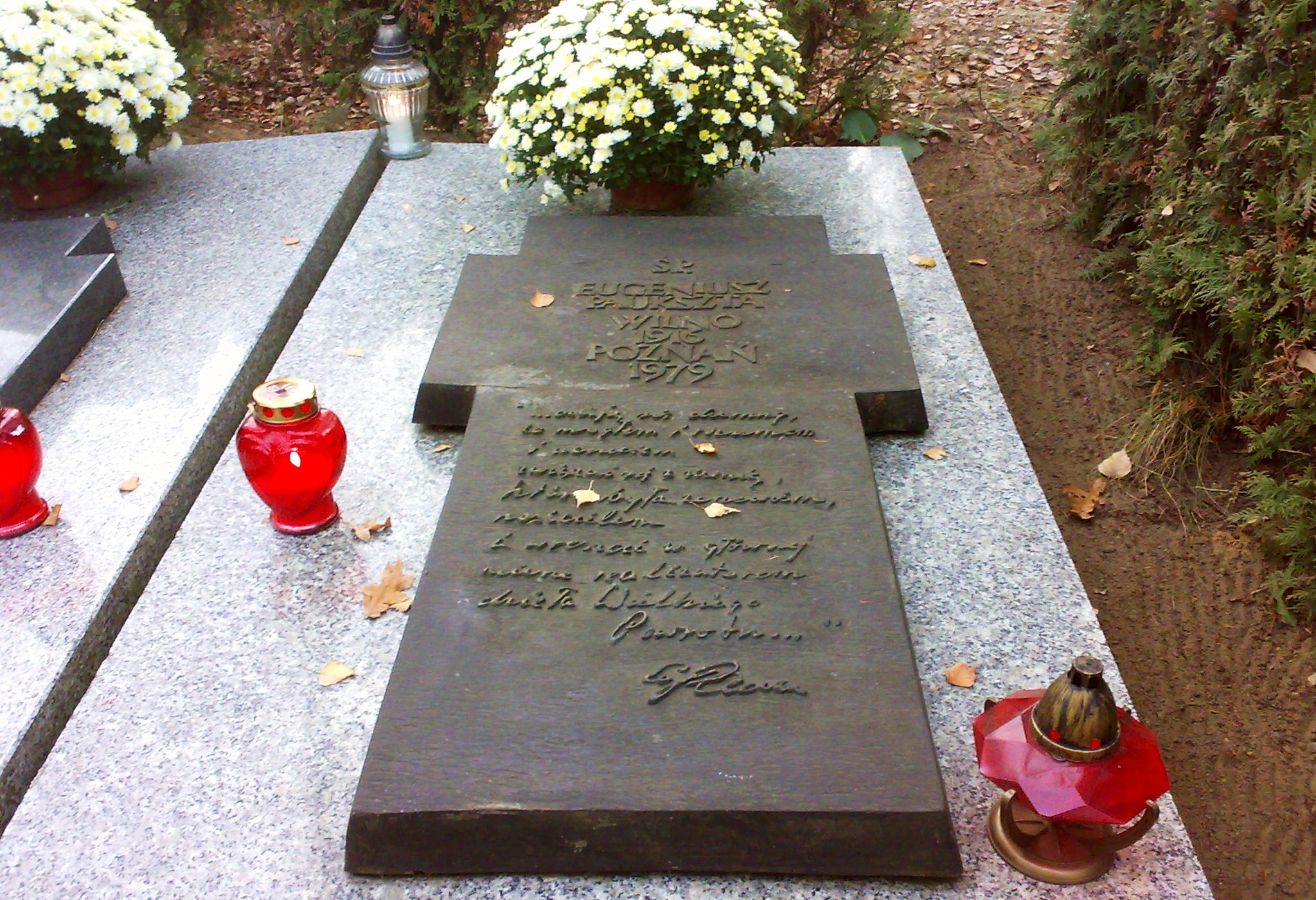
Grób pisarza na Cmentarzu Junikowskim w Poznaniu (aleja zasłużonych)

Eugeniusz Paukszta (ur. 9 sierpnia 1916 w Wilnie, zm. 20 maja 1979 w Inowrocławiu) – polski powieściopisarz i publicysta.

## Życiorys
Syn Edgara i Zofii z d. Budźko. W 1939 ukończył Gimnazjum im. Adama Mickiewicza w Wilnie
Zadebiutował w roku 1938 w Wilnie. Studiował prawo na Uniwersytecie Stefana Batorego w Wilnie, filologię polską i historię w Lublinie na KUL.
Brał udział w wojnie obronnej Polski 1939, potem w działalności konspiracyjnej w oddziałach ZWZ i AK. W 1942 aresztowany przez Gestapo, więziony w obozie w Kownie. Według niektórych źródeł w 1943 zbiegł z obozu i dołączył do oddziału leśnego wchodzącego w skład 1 pułku im. B. Chrobrego AK, a następnie został dowódcą oddziału partyzanckiego. Tymczasem, wg wspomnień jego syna, od lutego 1943 do wiosny 1944 Eugeniusz Paukszta przebywał w obozie Prawianiszki pod Kownem, stamtąd uciekł, ale jesienią 1944 został znów aresztowany, tym razem przez sowieckie NKWD, a następnie został zesłany do Zagłębia Donieckiego. Do Polski powrócił w listopadzie 1945.
Autor powieści współczesnych i historycznych, opowiadań, powieści dla młodzieży. Po wojnie mieszkał najpierw w Gliwicach, potem w Poznaniu. Laureat nagród literackich. Poruszał problematykę Ziem Północnych i Zachodnich – integracja powojenna, polskość, młode pokolenie. Członek Polskiego Związku Zachodniego.
W latach 1953–1955 prezes poznańskiego oddziału Związku Literatów Polskich.
Z miejsca zgonu ciało przewieziono do Poznania, wystawiając trumnę 24 maja w holu auli UAM. Spoczął w Alei Zasłużonych cmentarza junikowskiego.

## Publikacje[1]
- Zagadnienia kulturalne ziem zachodnich – publicystyka (1947)
- Trud ziemi nowej – powieść (1948)
- Trzecia zmiana – powieść (1949)
- Opowieść o zwycięskiej starości – powieść (1953)
- Srebrna ławica – powieść (1953, 1954, 1974)
- Kartki z Ziemi Lubuskiej – opowiadania (1954)
- Lasy płoną o świcie (Lody pękają) – powieść (1955, 1974)
- Noc jak dzień – powieść (1955)
- Znaki ogniste – powieść (1956, 1965)
- Śpiewająca ziemia – powieść (druk w odcinkach w „Ekspresie Poznańskim”) (1957)
- Czarownica z Zielonej Góry – opowiadania (1957, 1959)
- Opowieści niecodzienne – opowiadania (1957)
- Straceńcy – powieść (1957, 1968, 1978)
- Zatoka Żarłocznego Szczupaka – powieść (1957, 1963, 1970, 1973)
- Gdzie diabeł mówi dobranoc – powieść (1959, 1961, 1968)
- Pogranicze – powieść (1961, 1963, 1966, 1972, 1976)
- Wszystkie barwy codzienności – powieść (1961, 1964, 1973)
- Znak żółwia – powieść (1961)
- Warmia i Mazury – monografia literacka (1962, 1970)
- Wiatrołomy – powieść (1962, 1973)
- Buntownicy – powieść (1963, 1968)
- Odzyskane gniazda – antologia prozy i poezji (1963)
- Spowiedź Lucjana Skobiela – powieść (1963, 1965, 1968)
- Wrastanie – powieść (1964, 1966, 1976)
- Spod szczęśliwej gwiazdy – opowiadania (1965)
- Po burzy jest pogoda – powieść (1966)
- Ich trzech i dziewczyna – powieść (1967, 1969, 1972, 1974)
- Przejaśnia się niebo – powieść (1966, 1970, 1972, 1974)
- Złote korony księcia Dardanów – powieść (1967, 1972, 1975)
- Wichry wśród kolumn – impresje greckie (1969)
- Minarety bez czarczafów – impresje tureckie (1970)
- Młodość i gwiazdy – powieść (1972, 1973, 1975)
- W cieniu hetyckiego Sfinksa – powieść (1972, 1975)
- Zawsze z tej ziemi – powieść (1976, 1979)

## Odznaczenia i wyróżnienia[1]
- Krzyż Komandorski z Gwiazdą Orderu Odrodzenia Polski (pośmiertnie)
- Krzyż Zasługi z Mieczami
- Złoty Krzyż Zasługi
- Krzyż Kawalerski Orderu Odrodzenia Polski (1961)
- Krzyż Komandorski Orderu Odrodzenia Polski (1963)
- Order Sztandaru Pracy I klasy (1974)
- Brązowy Medal „Za zasługi dla obronności kraju” (1967)[5]
- Odznaka honorowa „Zasłużony dla Warmii i Mazur”
- Odznaka „Zasłużony dla Ziemi Lubuskiej”
- Odznaka Honorowa Miasta Poznania
- Odznaka 1000-lecia Państwa Polskiego
- Odznaka „Zasłużonego Działacza Towarzystwa Rozwoju Ziem Zachodnich”
- Odznaka „Zasłużony Działacz Kultury”
- Złota Odznaka honorowa „Zasłużony Pracownik Morza”
- Złota Odznaka Ligi Obrony Kraju
- Odznaka honorowa „Za zasługi w rozwoju województwa poznańskiego”
- Odznaka honorowa „Za zasługi w rozwoju województwa pilskiego”
- Nagroda Państwowa II stopnia w dziedzinie literatury (22 lipca 1968)[6]
- Nagroda Literacka Miasta Poznania (1954)
- Nagroda Literacka Ziemi Lubuskiej (1957)
- Nagroda Województwa Poznańskiego (1961)
- Nagroda pisma społeczno-kulturalnego „Nadodrze” (1964)
- Nagroda Ministra Obrony Narodowej (1966)
- Nagroda Państwowa II stopnia w dziedzinie literatury (1968)
- Nagroda Prezesa Rady Ministrów za twórczość dla dzieci i młodzieży (1975)
- nagroda w konkursie czytelniczym „Złotego Kłosa” (1968)
- w plebiscycie czytelniczym „Bliżej książki współczesnej” zorganizowanym przez „Głos Pracy” powieść Po burzy jest pogoda uzyskała pierwsze miejsce (1970)
- Nagroda indywidualna Trybuny Ludu (1978)[7]